# Sexfontaines
Sexfontaines ist eine französische Gemeinde mit 151 Einwohnern (Stand 1. Januar 2022) im Département Haute-Marne in der Region Grand Est (bis 2015 Champagne-Ardenne). Sie gehört zum Arrondissement Chaumont und zum Gemeindeverband Communauté d’agglomération de Chaumont. Die Bewohner werden Sexfontainois und Sexfontainoises genannt.

## Geografie
Die Gemeinde liegt zwischen Juzennecourt und Bologne, rund 15 Kilometer nordwestlich der Departements-Hauptstadt Chaumont. Die wenig gegliederte, waldreiche Landschaft im Gemeindegebiet weist kaum Fließgewässer auf. Ein östlich des Dorfes entspringender Bach fließt über den Vazile zur Marne ab.
Nachbargemeinden von Sexfontaines sind (im Uhrzeigersinn, von Norden beginnend): Marbéville, Ormoy-lès-Sexfontaines, Meures, Jonchery, Blaisy, und Juzennecourt.

## Toponymie
Der Name der Gemeinde, die in ihrer heutigen Ausprägung 1793 entstand, entwickelte sich aus dem Namen eines lokalen Rittergeschlechtes von Saxifontis über Saissefontaine zu Sexfontaines. Frei übersetzt hieße der Ort im Deutschen Sechs Brunnen – ähnlich dem Gemeindenamen von Septfontaines (Sieben Brunnen). 1793 und 1801 gab es noch die Schreibweisen Sex Fontaines und Sixfontaines.

## Einwohner
| Jahr      | 1962 | 1968 | 1975 | 1982 | 1990 | 1999 | 2006 | 2014 | 2022 |
| --------- | ---- | ---- | ---- | ---- | ---- | ---- | ---- | ---- | ---- |
| Einwohner | 143  | 125  | 86   | 92   | 107  | 95   | 98   | 125  | 151  |

Im Jahr 1851 wurde mit 526 Bewohnern die bisher höchste Einwohnerzahl ermittelt. Die Zahlen basieren auf den Daten von cassini.ehess und INSEE.

## Sehenswürdigkeiten
- Kirche Mariä Himmelfahrt (Église de l’Assomption)

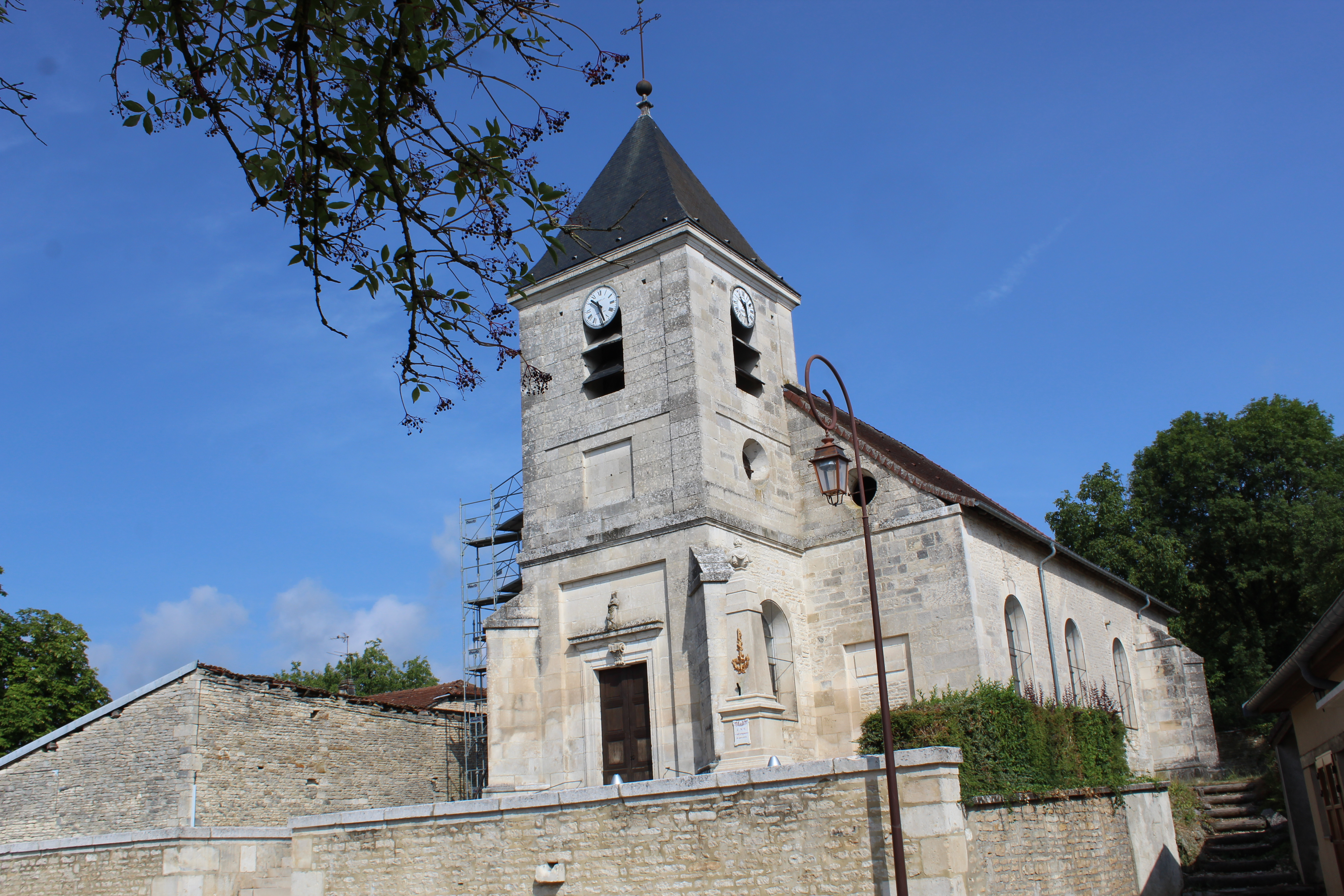
Kirche Mariä Himmelfahrt
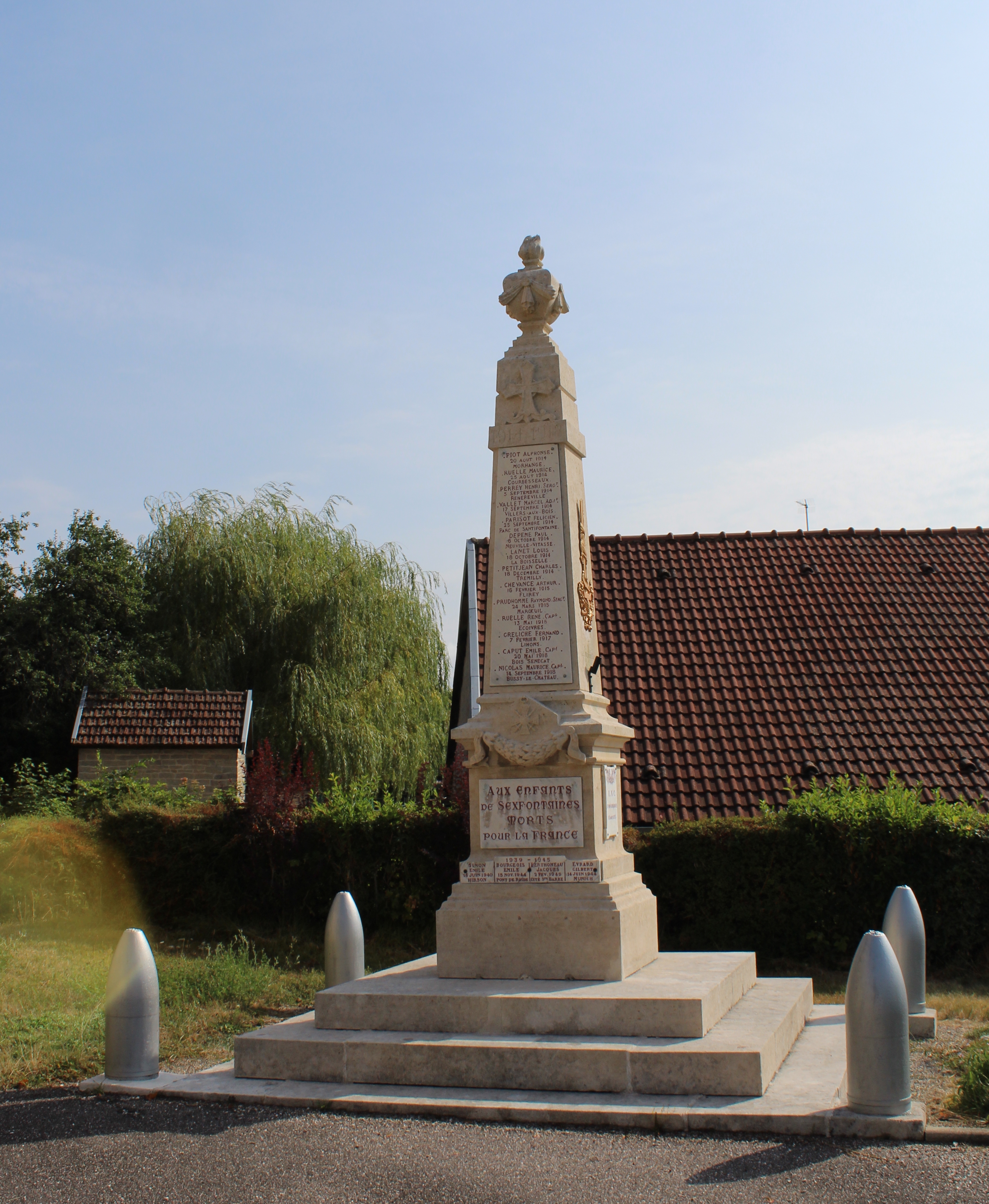
Gefallenendenkmal

## Wirtschaft und Infrastruktur
In der Gemeinde sind zwölf Landwirtschaftsbetriebe ansässig (Getreide- und Beerenanbau, Rinderzucht).

## Belege
1. ↑  Ortsname auf cassini.ehess.fr
2. ↑  Sexfontaines auf cassini.ehess
3. ↑  Sexfontaines auf INSEE
4. ↑  Landwirtschaftsbetriebe auf annuaire-mairie.fr (französisch)